# Децим Симоний Прокул Юлиан
Децим Симоний Прокул Юлиан (лат. Decimus Simonius Proculus Iulianus) — римский государственный деятель второй половины II века.
О происхождении Юлиана ничего неизвестно. В 234—235 годах он находился на посту судьи Транспаданской области. В 236 году Юлиан был наместником Фракии. В 237—238 годах он занимал должность легата пропретора Аравии Петрейской. В 238 или, возможно, 239 году Юлиан был консулом-суффектом. В 238/239—240 годах он находился на посту наместника, возможно, Нижней Паннонии. В 241—243 годах Юлиан был наместником Дакии. В 244—245 годах он занимал должность легата пропретора Келесирии. Между 244/245 и 254 годом Юлиан был префектом Рима. У него был дом на Соляной дороге. Один из его иждивенцев похоронен у Соляных ворот.